# Referendum in Ungheria del 1989
I referendum in Ungheria del 1989 si tennero in Ungheria il 26 novembre 1989.  Agli elettori è furono proposti quattro quesiti:  se il presidente dovesse essere eletto dopo le elezioni parlamentari, se le organizzazioni legate al Partito Socialista Operaio Ungherese dovessero  essere bandite dai luoghi di lavoro, se il partito dovesse rendere conto delle proprietà possedute o gestite da esso e se la Milizia Operaia dovesse essere sciolta. Tutte e quattro le proposte furono approvate, la prima di poco dal 50,1% degli elettori e le restanti tre dal 95% degli elettori. L'affluenza alle urne fu del 58,0%. 

## Risultati
| Il presidente dovrebbe essere eletto dopo le elezioni parlamentari?                                              | 2.145.023 | 50,1 | 2.138.619 | 49,9 | 242.630 | 4.526.602 | 7.799.059 | 58,0 | Approvato |
| Le organizzazioni legate al Partito Socialista Operaio Ungherese dovrebbero essere bandite dai luoghi di lavoro? | 4.088.383 | 95,1 | 208.474   | 4,9  | 229.412 | 4.526.602 | 7.799.059 | 58,0 | Approvato |
| Il Partito Socialista Operaio Ungherese dovrebbe rendere conto delle sue proprietà possedute o gestite da esso?  | 4.101.413 | 95,4 | 198.987   | 4,6  | 225.872 | 4.526.602 | 7.799.059 | 58,0 | Approvato |
| La Milizia Operaia dovrebbe essere sciolta?                                                                      | 4.054.977 | 94,9 | 216.551   | 5,1  | 254.744 | 4.526.602 | 7.799.059 | 58,0 | Approvato |
| Fonte: Nohlen & Stöver                                                                                           |           |      |           |      |         |           |           |      |           |